# دريوس
دريوس قرية في ناحية صلنفة التابعة لمنطقة الحفّة في محافظة اللاذقية. بلغ عدد سكانها 780 نسمة حسب تعداد عام 2004.